# Criophasia
Criophasia là một chi bướm đêm thuộc họ Noctuidae.